# Allacta puncticollis
Allacta puncticollis är en kackerlacksart som först beskrevs av Brunner von Wattenwyl 1898.  Allacta puncticollis ingår i släktet Allacta och familjen småkackerlackor. Inga underarter finns listade i Catalogue of Life.